# Полдоллара с идущей Свободой
50 центов США с идущей Свободой — монета США номиналом в 50 центов, которая с перерывами в несколько лет чеканилась с 1916 по 1947 год. Монета увидела свет во время Первой мировой войны, в связи с чем содержит много патриотических символов.

## История
50 центов с стоящей Свободой чеканились с перерывами с 1916 по 1947 год на монетных дворах Филадельфии, Денвера и Сан-Франциско. Их сменили в 1948 году 50 центов с изображением Франклина.
Обозначение монетного двора располагается на реверсе (небольшая буква над колоколом):
- отсутствует — монетный двор Филадельфии, Пенсильвания
- D — монетный двор Денвера, Колорадо
- S — монетный двор Сан-Франциско, Калифорния

В 1916 и начале 1917 года буква располагалась на аверсе монеты под девизом «IN GOD WE TRUST». С середины 1917 года она была перенесена на нижнюю часть реверса монеты слева (8 часов). Монограмма гравёра «AAW» Адольфа Вайнмана находится на реверсе под перьями крыла орлана.

## Изображение

### Аверс
На аверсе монеты изображена женщина, символизирующая Свободу. Она укутана в один из главных государственных символов — флаг США. Об этом свидетельствуют плохо различимые перпендикулярные полосы, а также звёзды под правой рукой. На голове Свободы фригийский колпак — символ свободы и революции. В руках она держит ветви оливы и дуба, как обозначение гражданской и военной славы США и показывает правой рукой на восходящее Солнце.
Над Свободой полукругом написано «LIBERTY», справа «IN GOD WE TRUST», а внизу располагается год выпуска монеты.
Дизайн аверса этой монеты оказался очень популярным и в дальнейшем несколько раз использовался при чеканке памятных монет.

### Реверс
На реверсе изображён геральдический символ США — белоголовый орлан, стоящий на скале с полурасправленными крыльями. Над ним полукругом расположена надпись «UNITED STATES OF AMERICA», слева — «E PLURIBUS UNUM» (с лат. — «Из множества — одно»), а снизу номинал монеты — «HALF DOLLAR».

## Оценка состояния монеты
Оценка состояния монеты осуществляется по следующим критериям:
- «Слабое» (Good) — очертания изображений чёткие. «IN GOD WE TRUST» читаемо;
- «Удовлетворительное» (Very Good) — девиз чёткий. Различимы перпендикулярные линии на одежде Свободы слева;
- «Хорошее» (Fine) — практически все мелкие линии на одежде различимы. Видны детали сандалии на левой ноге;
- «Very Fine» (Very Fine) — все линии хорошо видны. Незначительная потёртость на груди и правой руке;
- «Почти превосходное» (About Uncirculated) — незначительные царапины;
- «Превосходное» (Uncirculated).

## Тираж
| Год                                       | Отчеканено в Филадельфии | Отчеканено в Денвере | Отчеканено в Сан-Франциско |
| ----------------------------------------- | ------------------------ | -------------------- | -------------------------- |
| 1916                                      | 608 000                  | 1 014 400            | 508 000                    |
| 1917 (буква на аверсе) (буква на реверсе) | 12 292 000               | 765 400 1 940 000    | 952 000 5 554 000          |
| 1918                                      | 6 634 000                | 3 853 040            | 10 282 000                 |
| 1919                                      | 962 000                  | 1 165 000            | 1 552 000                  |
| 1920                                      | 6 372 000                | 1 551 000            | 4 624 000                  |
| 1921                                      | 246 000                  | 208 000              | 548 000                    |
| 1923                                      |                          |                      | 2 178 000                  |
| 1927                                      |                          |                      | 2 392 000                  |
| 1928                                      |                          |                      | 1 940 000                  |
| 1929                                      |                          | 1 001 200            | 1 902 000                  |
| 1933                                      |                          |                      | 1 786 000                  |
| 1934                                      | 6 964 000                | 2 361 400            | 3 652 000                  |
| 1935                                      | 9 162 000                | 3 003 800            | 3 854 000                  |
| 1936                                      | 12 614 000 (3 901)       | 4 252 400            | 3 884 000                  |
| 1937                                      | 9 522 000 (5 728)        | 1 676 000            | 2 090 000                  |
| 1938                                      | 4 110 000 (8 152)        | 491 600              |                            |
| 1939                                      | 6 812 000 (8 808)        | 4 267 800            | 2 552 000                  |
| 1940                                      | 9 156 000 (11 279)       |                      | 4 550 000                  |
| 1941                                      | 24 192 000 (15 412)      | 11 248 400           | 8 098 000                  |
| 1942                                      | 47 818 000 (21 120)      | 10 973 800           | 12 708 000                 |
| 1943                                      | 53 190 000               | 11 346 000           | 13 450 000                 |
| 1944                                      | 28 206 000               | 9 769 000            | 8 904 000                  |
| 1945                                      | 31 502 000               | 9 966 800            | 10 156 000                 |
| 1946                                      | 12 118 000               | 2 151 000            | 3 724 000                  |
| 1947                                      | 4 094 000                | 3 900 600            |                            |

(в скобках обозначено количество монет качества пруф)